# Breana Edwards
Breana Corine Edwards (Rainier, 23 marzo 2000) è una pallavolista statunitense, schiacciatrice dell'AEK Atene.

## Carriera

### Club
La carriera di Breana Edwards inizia nei tornei scolastici dell'Oregon, giocando per la Rainier Junior/Senior HS. Dopo il diploma entra nella lega universitaria NCAA Division I, alla quale partecipa prima con la Indiana (2018-2021) e poi con la San Diego (2022), raggiungendo con quest'ultima le semifinali nazionali.
Nella stagione 2023-24 inizia la carriera da professionista in Italia, partecipando alla Serie A1 con il Casalmaggiore; lascia le lombarde poco prima del finale d'annata, andando a Porto Rico per disputare i play-off scudetto della Liga de Voleibol Superior Femenino 2024 con le Criollas de Caguas. Nella stagione seguente approda all'AEK Atene, nella Volley League greca.